# Chàng hiu
Chàng hiu 
(có nơi gọi là chẫu chàng; danh pháp khoa học: Rana macrodactyla, còn gọi là nhái bén hay chằng hương) là một loài ếch trong họ Ranidae.
Loài này có ở Campuchia, Trung Quốc, Hồng Kông, Lào, Malaysia, Myanma, Thái Lan và Việt Nam. Môi trường sống tự nhiên của chúng là các khu rừng khô nhiệt đới hoặc cận nhiệt đới, rừng ẩm vùng đất thấp nhiệt đới hoặc cận nhiệt đới, các khu rừng vùng núi ẩm nhiệt đới hoặc cận nhiệt đới, đồng cỏ nhiệt đới hoặc cận nhiệt đới, vùng ngập nước hoặc lụt theo mùa, sông, đầm nước, hồ nước ngọt, vườn nông thôn, các khu rừng trước đây bị suy thoái nặng nề, ao và đất có tưới tiêu. Loài này đang bị đe dọa do mất môi trường sống. Chàng hiu có khả năng leo tường không thua kém thạch sùng với bốn chân có giác hút. Ở một số nơi, chúng là đặc sản với món khô nhái.

## Hình ảnh

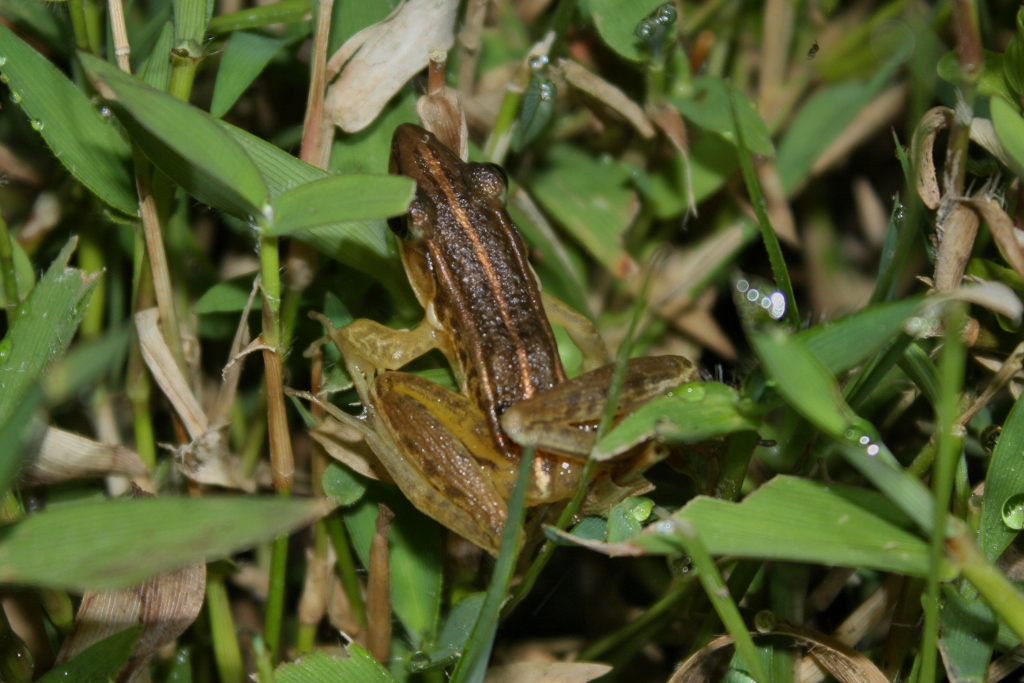
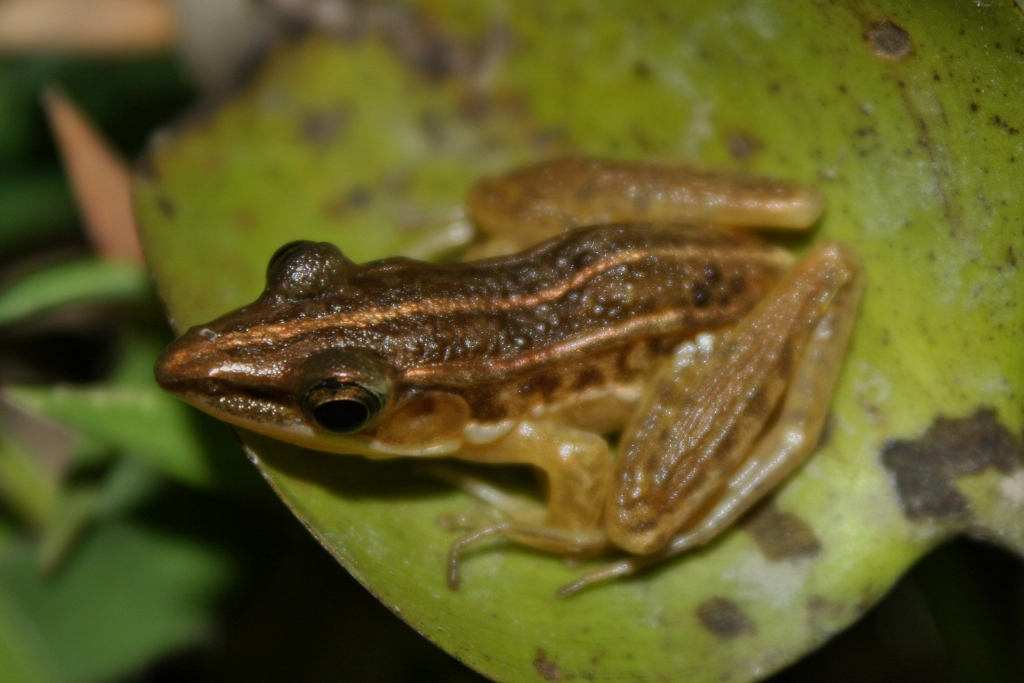
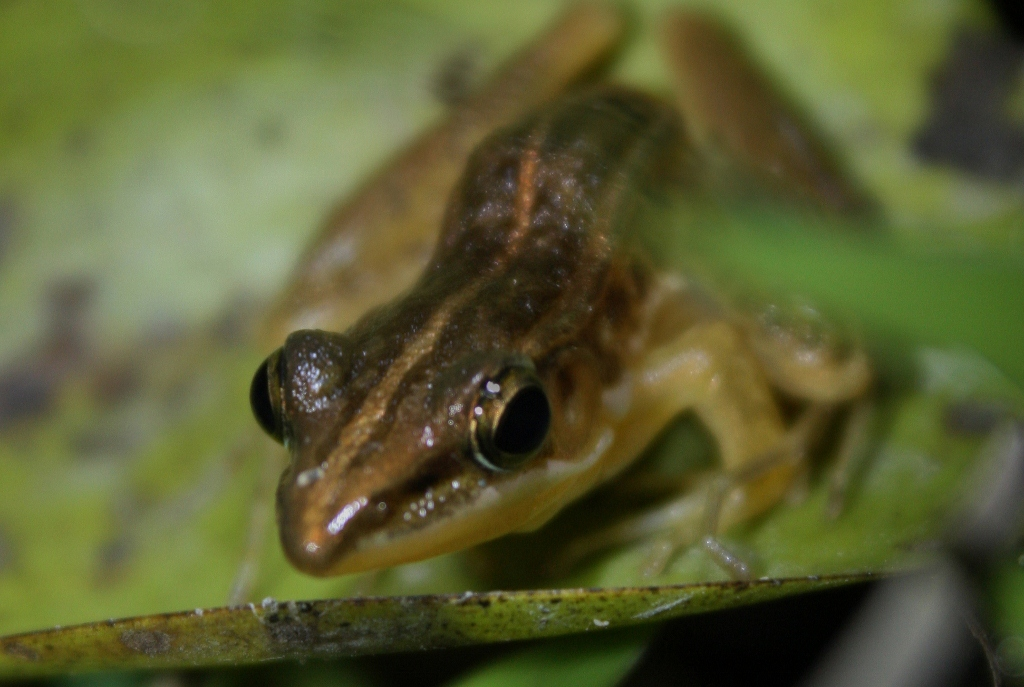
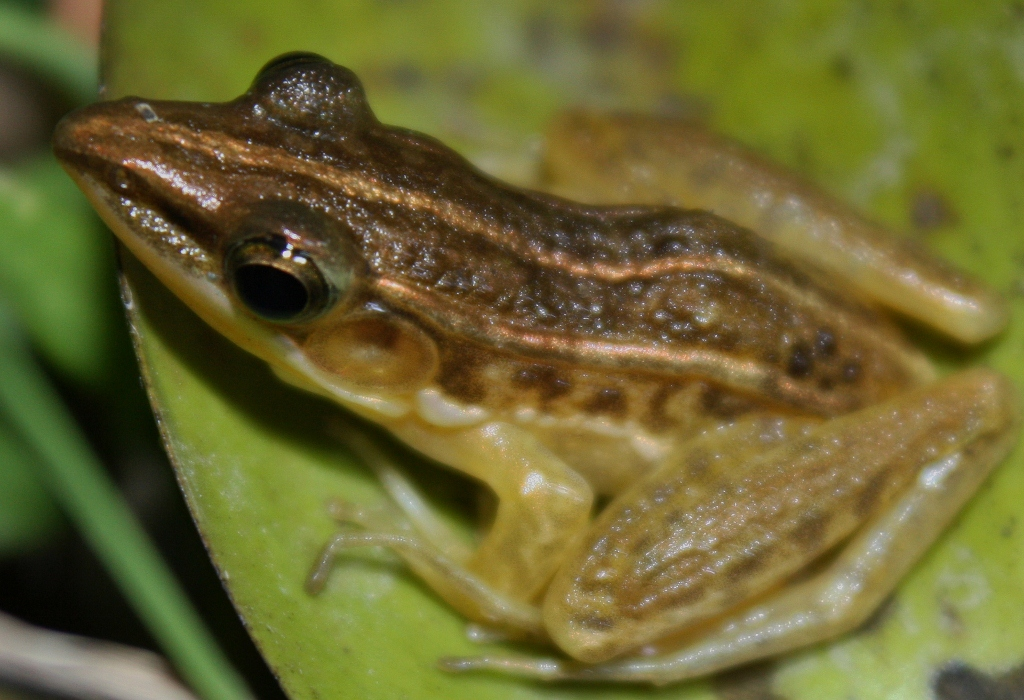